# Полихлорированные дифенилы

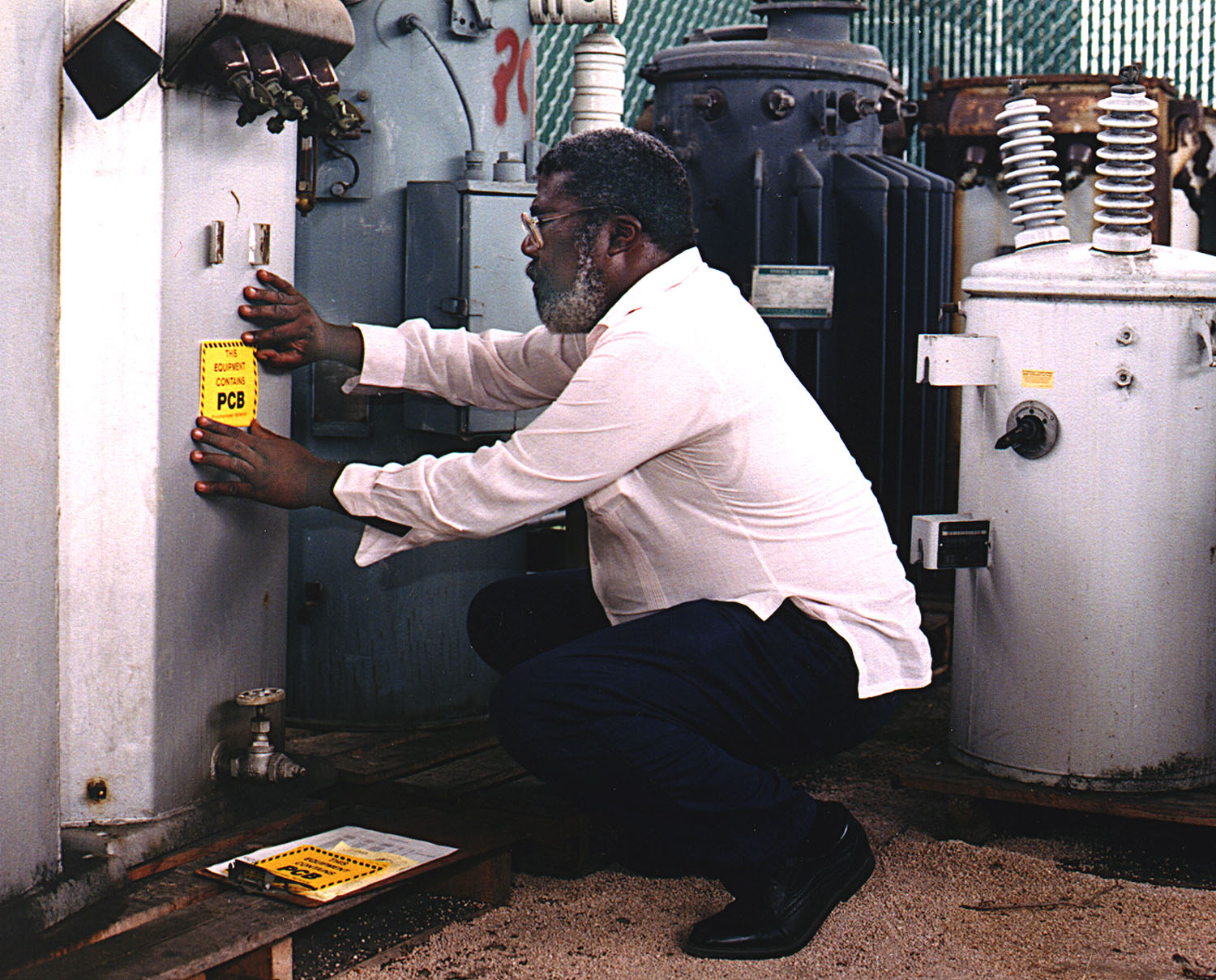
Маркировка ПХБ трансформаторов в США

Полихлорированные дифенилы (ПХД), или полихлорированные бифенилы (ПХБ), совтол, — группа органических соединений, включающая в себя все хлорозамещённые производные дифенила (1—10 атомов хлора, соединённые с любым атомом углерода дифенила, молекула которого составлена из двух бензольных колец), отвечающие общей формуле C12H10−nCln.

Химическая структура ПХД

Впервые были синтезированы в 1929 году. Особенностями этой группы веществ является диэлектрическая константа 2,5—2,7, очень высокая теплопроводность и относительно высокая температура вспышки (от 170 до 380 °C), что давало возможность использования для теплоотводения в трансформаторной и ёмкостной электротехнике. Бесцветные и без запаха, ПХБ также химически стабильны. По этим причинам ПХБ стали добавлять во многие материалы.
Полихлорированные бифенилы (ПХБ) относятся к группе стойких органических загрязнителей (СОЗ), мониторинг которых в воздухе, воде и почве является обязательным в развитых индустриальных странах вследствие их высокой опасности для окружающей среды и здоровья населения.

## Физико-химические свойства

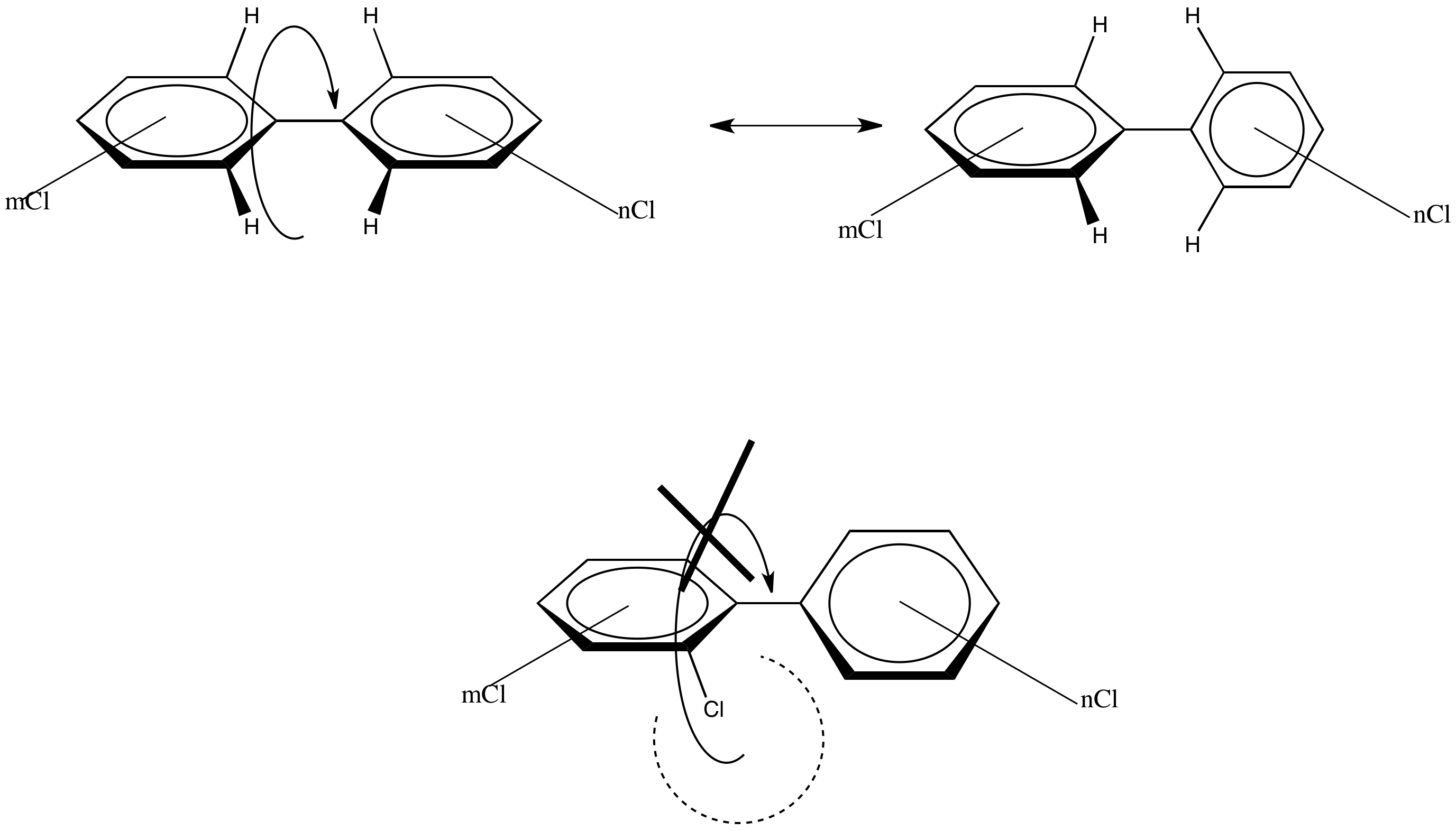
Механизм копланарности ПХБ

Полихлорированные бифенилы — класс соединений с брутто-формулой C12H10-nCln, где n-степень замещения.
| Группа конгенеров | Молекулярная масса | Давление паров, Па | Растворимость в воде, мг/дм3 | log Kов   |
| ----------------- | ------------------ | ------------------ | ---------------------------- | --------- |
| Монохлорбифенил   | 188,7              | 0,9—2,5            | 1,21—5,5                     | 4,3—4,6   |
| Дихлорбифенил     | 223,1              | 0,008—0,60         | 0,06—2,0                     | 4,9—5,3   |
| Трихлорбифенил    | 257,5              | 0,003—0,22         | 0,015—0,4                    | 0,015—0,4 |
| Тетрахлорбифенил  | 292,0              | 0,002              | 0,0043—0,01                  | 5,6—6,5   |
| Пентахлорбифенил  | 326,4              | 0,0023—0,051       | 0,004—0,02                   | 6,2—6,5   |
| Гексахлорбифенил  | 360,9              | 0,0007—0,012       | 0,00040—0,0007               | 6,7—7,3   |
| Гептахлорбифенил  | 395,3              | 0,00025            | 0,000045                     | 6,7—7     |
| Октахлорбифенил   | 429,8              | 0,00006            | 0,0002—0,0003                | 7,1       |
| Нонахлорбифенил   | 464,2              | —                  | 0,00018—0,0012               | 7,2—8,16  |
| Декахлорбифенил   | 498,7              | 0,00003            | 0,000001                     | 8,26      |

Насчитывается до 209 отдельных соединений, отличающихся степенью хлорзамещения атомов водорода бензольных колец, а также положением атомов хлора в различных изомерах, что имеет большое биологическое и медицинское значение.

Структурная формула 12 диоксиноподобных ПХБ

Бензольные кольца могут располагаться в одной плоскости (копланарно) или под углом друг к другу (до 90°). Этому способствует отсутствие или монозамещение атомов хлора в ортоположении (2,6,2',6' на рисунке с химической структурой ПХБ).
Номер по классификации ИЮПАК и позиции хлорзамещенных атомов:
| ИЮПАК № | Структура             | ИЮПАК № | Структура             | ИЮПАК № | Структура                  | ИЮПАК № | Структура                          |
| ------- | --------------------- | ------- | --------------------- | ------- | -------------------------- | ------- | ---------------------------------- |
| 1       | 2 (монохлор)          | 56      | 2,3,3',4 (тетрахлор)  | 111     | 2,3,3',5,5'                | 166     | 2,3,4,4',5,6 (гексахлор)           |
| 2       | 3 (монохлор)          | 57      | 2,3,3',5 (тетрахлор)  | 112     | 2,3,3',5,6                 | 167     | 2,3',4,4',5,5'                     |
| 3       | 4 (монохлор)          | 58      | 2,3,3',5' (тетрахлор) | 113     | 2,3,3',5',6                | 168     | 2,3',4,4',5',6                     |
| 4       | 2,2' (дихлор)         | 59      | 2,3,3',6 (тетрахлор)  | 114     | 2,3,4,4',5                 | 169     | 3,3',4,4',5,5'                     |
| 5       | 2,3 (дихлор)          | 60      | 2,3,4,4' (тетрахлор)  | 115     | 2,3,4,4',6                 | 170     | 2,2',3,3',4,4',5                   |
| 6       | 2,3' (дихлор)         | 61      | 2,3,4,5 (тетрахлор)   | 116     | 2,3,4,5,6                  | 171     | 2,2',3,3',4,4',6                   |
| 7       | 2,4 (дихлор)          | 62      | 2,3,4,6 (тетрахлор)   | 117     | 2,3,4',5,6                 | 172     | 2,2',3,3',4,5,5'                   |
| 8       | 2,4' (дихлор)         | 63      | 2,3,4',5 (тетрахлор)  | 118     | 2,3',4,4',5                | 173     | 2,2',3,3',4,5,6                    |
| 9       | 2,5 (дихлор)          | 64      | 2,3,4',6 (тетрахлор)  | 119     | 2,3',4,4',6                | 174     | 2,2',3,3',4,5,6'                   |
| 10      | 2,6 (дихлор)          | 65      | 2,3,5,6 (тетрахлор)   | 120     | 2,3',4,5,5'                | 175     | 2,2',3,3',4,5',6                   |
| 11      | 3,3' (дихлор)         | 66      | 2,3',4,4' (тетрахлор) | 121     | 2,3',4,5',6                | 176     | 2,2',3,3',4,6,6'                   |
| 12      | 3,4 (дихлор)          | 67      | 2,3',4,5 (тетрахлор)  | 122     | 2',3,3',4,5                | 177     | 2,2',3,3',4',5,6                   |
| 13      | 3,4' (дихлор)         | 68      | 2,3',4,5' (тетрахлор) | 123     | 2',3,4,4',5                | 178     | 2,2',3,3',5,5',6                   |
| 14      | 3,5 (дихлор)          | 69      | 2,3',4,6 (тетрахлор)  | 124     | 2',3,4,5,5'                | 179     | 2,2',3,3',5,6,6'                   |
| 15      | 4,4' (дихлор)         | 70      | 2,3',4',5 (тетрахлор) | 125     | 2',3,4,5,6'                | 180     | 2,2',3,4,4',5,5'                   |
| 16      | 2,2',3 (трихлор)      | 71      | 2,3',4',6 (тетрахлор) | 126     | 3,3',4,4',5                | 181     | 2,2',3,4,4',5,6                    |
| 17      | 2,2',4 (трихлор)      | 72      | 2,3',5,5' (тетрахлор) | 127     | 3,3',4,5,5'                | 182     | 2,2',3,4,4',5,6'                   |
| 18      | 2,2',5 (трихлор)      | 73      | 2,3',5',6 (тетрахлор) | 128     | 2,2',3,3',4,4' (гексахлор) | 183     | 2,2',3,4,4',5',6                   |
| 19      | 2,2',6 (трихлор)      | 74      | 2,4,4',5 (тетрахлор)  | 129     | 2,2',3,3',4,5 (гексахлор)  | 184     | 2,2',3,4,4',6,6'                   |
| 20      | 2,3,3' (трихлор)      | 75      | 2,4,4',6 (тетрахлор)  | 130     | 2,2',3,3',4,5' (гексахлор) | 185     | 2,2',3,4,5,5',6                    |
| 21      | 2,3,4 (трихлор)       | 76      | 2',3,4,5 (тетрахлор)  | 131     | 2,2',3,3',4,6 (гексахлор)  | 186     | 2,2',3,4,5,6,6'                    |
| 22      | 2,3,4' (трихлор)      | 77      | 3,3',4,4' (тетрахлор) | 132     | 2,2',3,3',4,6' (гексахлор) | 187     | 2,2',3,4',5,5',6                   |
| 23      | 2,3,5 (трихлор)       | 78      | 3,3',4,5 (тетрахлор)  | 133     | 2,2',3,3',5,5' (гексахлор) | 188     | 2,2',3,4',5,6,6'                   |
| 24      | 2,3,6 (трихлор)       | 79      | 3,3',4,5' (тетрахлор) | 134     | 2,2',3,3',5,6 (гексахлор)  | 189     | 2,3,3',4,4',5,5'                   |
| 25      | 2,3',4 (трихлор)      | 80      | 3,3',5,5' (тетрахлор) | 135     | 2,2',3,3',5,6' (гексахлор) | 190     | 2,3,3',4,4',5,6                    |
| 26      | 2,3',5 (трихлор)      | 81      | 3,4,4',5 (тетрахлор)  | 136     | 2,2',3,3',6,6' (гексахлор) | 191     | 2,3,3',4,4',5',6                   |
| 27      | 2,3',6 (трихлор)      | 82      | 2,2',3,3',4           | 137     | 2,2',3,4,4',5 (гексахлор)  | 192     | 2,3,3',4,5,5',6                    |
| 28      | 2,4,4' (трихлор)      | 83      | 2,2',3,3',5           | 138     | 2,2',3,4,4',5' (гексахлор) | 193     | 2,3,3',4',5,5',6                   |
| 29      | 2,4,5 (трихлор)       | 84      | 2,2',3,3',6           | 139     | 2,2',3,4,4',6 (гексахлор)  | 194     | 2,2',3,3',4,4',5,5'                |
| 30      | 2,4,6 (трихлор)       | 85      | 2,2',3,4,4'           | 140     | 2,2',3,4,4',6' (гексахлор) | 195     | 2,2',3,3',4,4',5,6                 |
| 31      | 2,4',5 (трихлор)      | 86      | 2,2',3,4,5            | 141     | 2,2',3,4,5,5' (гексахлор)  | 196     | 2,2',3,3',4,4',5,6'                |
| 32      | 2,4',6 (трихлор)      | 87      | 2,2',3,4,5'           | 142     | 2,2',3,4,5,6 (гексахлор)   | 197     | 2,2',3,3',4,4',6,6'                |
| 33      | 2',3,4 (трихлор)      | 88      | 2,2',3,4,6            | 143     | 2,2',3,4,5,6' (гексахлор)  | 198     | 2,2',3,3',4,5,5',6                 |
| 34      | 2',3,5 (трихлор)      | 89      | 2,2',3,4,6'           | 144     | 2,2',3,4,5',6 (гексахлор)  | 199     | 2,2',3,3',4,5,6,6'                 |
| 35      | 3,3',4 (трихлор)      | 90      | 2,2',3,4',5           | 145     | 2,2',3,4,6,6' (гексахлор)  | 200     | 2,2',3,3',4,5',6,6'                |
| 36      | 3,3',5 (трихлор)      | 91      | 2,2',3,4',6           | 146     | 2,2',3,4',5,5' (гексахлор) | 201     | 2,2',3,3',4',5,5',6                |
| 37      | 3,4,4' (трихлор)      | 92      | 2,2',3,5,5'           | 147     | 2,2',3,4',5,6 (гексахлор)  | 202     | 2,2',3,3',5,5',6,6'                |
| 38      | 3,4,5 (трихлор)       | 93      | 2,2',3,5,6            | 148     | 2,2',3,4',5,6' (гексахлор) | 203     | 2,2',3,4,4',5,5',6                 |
| 39      | 3,4',5 (трихлор)      | 94      | 2,2',3,5,6'           | 149     | 2,2',3,4',5',6 (гексахлор) | 204     | 2,2',3,4,4',5,6,6'(октахлор)       |
| 40      | 2,2',3,3' (тетрахлор) | 95      | 2,2',3,5',6           | 150     | 2,2',3,4',6,6' (гексахлор) | 205     | 2,3,3',4,4',5,5',6 (октахлор)      |
| 41      | 2,2',3,4 (тетрахлор)  | 96      | 2,2',3,6,6'           | 151     | 2,2',3,5,5',6 (гексахлор)  | 206     | 2,2',3,3',4,4',5,5',6 (нонахлор)   |
| 42      | 2,2',3,4' (тетрахлор) | 97      | 2,2',3',4,5           | 152     | 2,2',3,5,6,6' (гексахлор)  | 207     | 2,2',3,3',4,4',5,6,6' (нонахлор)   |
| 43      | 2,2',3,5 (тетрахлор)  | 98      | 2,2',3',4,6           | 153     | 2,2',4,4',5,5' (гексахлор) | 208     | 2,2',3,3',4,5,5',6,6' (нонахлор)   |
| 44      | 2,2',3,5' (тетрахлор) | 99      | 2,2',4,4',5           | 154     | 2,2',4,4',5,6' (гексахлор) | 209     | 2,2',3,3',4,4',5,5',6,6'(декахлор) |
| 45      | 2,2',3,6 (тетрахлор)  | 100     | 2,2',4,4',6           | 155     | 2,2',4,4',6,6' (гексахлор) |         |                                    |
| 46      | 2,2',3,6' (тетрахлор) | 101     | 2,2',4,5,5'           | 156     | 2,3,3',4,4',5 (гексахлор)  |         |                                    |
| 47      | 2,2',4,4' (тетрахлор) | 102     | 2,2',4,5,6'           | 157     | 2,3,3',4,4',5' (гексахлор) |         |                                    |
| 48      | 2,2',4,5 (тетрахлор)  | 103     | 2,2',4,5',6           | 158     | 2,3,3',4,4',6 (гексахлор)  |         |                                    |
| 49      | 2,2',4,5' (тетрахлор) | 104     | 2,2',4,6,6'           | 159     | 2,3,3',4,5,5' (гексахлор)  |         |                                    |
| 50      | 2,2',4,6 (тетрахлор)  | 105     | 2,3,3',4,4'           | 160     | 2,3,3',4,5,6 (гексахлор)   |         |                                    |
| 51      | 2,2',4,6' (тетрахлор) | 106     | 2,3,3',4,5            | 161     | 2,3,3',4,5',6 (гексахлор)  |         |                                    |
| 52      | 2,2',5,5' (тетрахлор) | 107     | 2,3,3',4',5           | 162     | 2,3,3',4',5,5' (гексахлор) |         |                                    |
| 53      | 2,2',5,6' (тетрахлор) | 108     | 2,3,3',4,5'           | 163     | 2,3,3',4',5,6 (гексахлор)  |         |                                    |
| 54      | 2,2',6,6' (тетрахлор) | 109     | 2,3,3',4,6            | 164     | 2,3,3',4',5',6 (гексахлор) |         |                                    |
| 55      | 2,3,3',4 (тетрахлор)  | 110     | 2,3,3',4',6           | 165     | 2,3,3',5,5',6 (гексахлор)  |         |                                    |

## Применение
ПХБ использовались[уточнить] как диэлектрические жидкости в трансформаторах и конденсаторах, теплоносители (в том числе как хладагенты), смазки, стабилизирущие добавки в гибких поливинилхлоридных (ПВХ) покрытиях электрических проводов и электронных компонентов, как присадки к пестицидам, ингибиторы пламени (ретарданты), гидравлические жидкости, замазки, клеи, мастики, краски, противопылевые (англ. de-dusting) вещества, в беззольной бумаге.

## Производство и использование полихлорированных бифенилов: оценка состояния

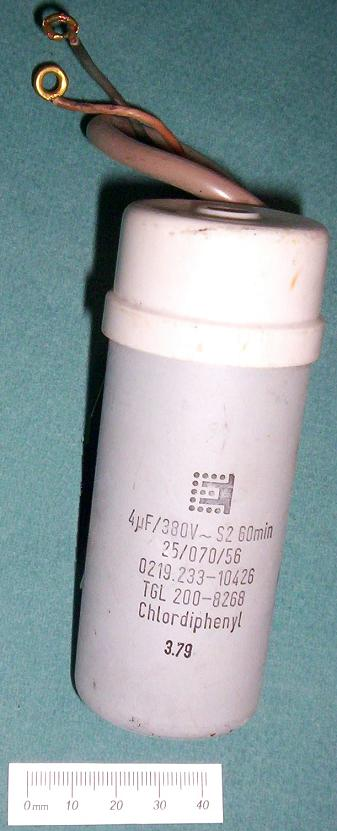
Конденсатор с пропиткой дихлорбифенила (ПХБ)

Впервые ПХБ были произведены в США компанией «Монсанто» в 1929 году. Это масляные жидкости, не горючие и не проводящие электричество, но хорошо проводящие тепло. ПХБ устойчивы к воздействию кислот и щелочей. Благодаря этим свойствам они нашли широкое применение в качестве диэлектриков в трансформаторах и конденсаторах, как охлаждающие жидкости в теплообменных системах, в гидравлической технике, входят в состав пластификаторов, красок, лаков, смазочных масел, пластмасс, копировальной бумаги, добавок в бытовой химии.
В разных странах они выпускались под разными торговыми названиями:
- Арохлор
- Пиранол
- Инертин в США
- Канехлор
- Сибанол в Японии
- Пирален во Франции
- Делор в Чехословакии

По предварительным данным на 1991 год, в мире было произведено около 1,2 млн т ПХБ, из них 35 % поступило в окружающую среду и лишь 4 % подверглось разложению.
В СССР полихлорбифенилы производились с 1934 до конца 1995 года. Они выпускались под марками совол, совтол и гексол. Основными производителями соволов были ПО «Оргстекло» (Дзержинск), ПО «Оргсинтез» (Новомосковск) и опытный завод ВНИТИГ (Всесоюзный научно-исследовательский институт гербицидов, Уфа). Трихлордифенилом пропитывали бумагу в конденсаторах марок ЛС, ЛСМ, ЛСЕ (Ленинаканский электротехнический завод, для люминесцентных ламп в 1969—1990 годах), ИС, КС, КСЭ, КСЭК, КСТС, КСП, КСПК, КСШ, КСФ, ФСТ, ДС130-45, ПС, ПСК, РСТ-2, РСТО-2, ГСТ-1-50 (гасящие для метрополитена), ЭС (Усть-Каменогорский конденсаторный завод), ЭСВ, ЭСВП, ЭСВК, БКС, КСК (последние до 1988 года выпускались на НПО «Конденсатор» г. Серпухов). Полихлорбифенилы заливали также в силовые, высоковольтные, импульсные и другие трансформаторы, производившиеся во многих городах России.
Производство ПХБ практически полностью прекращено во всем мире. Для скорейшего экологически безопасного обезвреживания этих веществ в 2001 году большинством европейских стран была подписана Стокгольмская конвенция о стойких органических загрязнителях. Участники этой конвенции приняли на себя обязательства полностью обезвредить имеющиеся в своих странах ПХБ до 2028 года.

## Токсические свойства
Доказано[кем?][где?] многогранное повреждающее воздействие ПХБ на ряд органов и систем вместе со способностью к длительному накоплению в жировой ткани. Обладает ярко выраженным, сильным канцерогенным действием.
Опасность ПХБ для здоровья человека заключается, прежде всего, в том, что они являются мощными иммунодепрессантами ("химический СПИД" — тяжёлый иммунодефицит, вызванный отравлением данной группой ксенобиотиков). Кроме того, поступление ПХБ в организм провоцирует развитие злокачественных новообразований, поражений печени, почек, нервной системы, кожи (нейродермиты, экземы, сыпи). Попадая в организм плода и ребёнка, ПХБ способствуют развитию врождённого уродства (тератогенное действие) и детских патологий (отставание в развитии, снижение иммунитета, поражение кроветворения, врождённые онкологические заболевания, детские злокачественные новообразования).
Токсичность различных конгенеров ПХБ неоднородна, некоторые являются высокотоксичными. Для количественной оценки Всемирной организацией здравоохранения
введена система токсических эквивалентов для ПХБ с диоксино-подобным действием:
| Тип ПХБ             | ИЮПАК № | Структурная формула конгенера | Токсический эквивалент ПХДД |
| Орто- не замещенные | 77      | 3,3',4,4'                     | 0,0005                      |
|                     | 126     | 3,3',4,4',5-                  | 0,1                         |
|                     | 169     | 3,3',4,4',5,5'-               | 0,01                        |
| Моноортозамещенные  | 105     | 2,3,3',4,4'-                  | 0,0001                      |
|                     | 114     | 2,3,4,4',5-                   | 0,0005                      |
|                     | 118     | 2,3',4,4',5-                  | 0,0001                      |
|                     | 123     | 2',3,4,4',5-                  | 0,0001                      |
|                     | 156     | 2,3,3',4,4',5                 | 0,0005                      |
|                     | 157     | 2,3,3',4,4',5'-               | 0,0005                      |
|                     | 167     | 2,3',4,4',5,5'-               | 0,00001                     |
|                     | 189     | 2,3,3',4,4',5,5'-             | 0,0001                      |
| Диортозамещенные    | 170     | 2,2',3,3',4,4',5-             | 0,0001                      |
|                     | 180     | 2,2',3,4,4',5,5'-             | 0,00001                     |

Симптоматика хронической интоксикации зависит от пути поступления в организм:
1. Печёночный синдром — фиброз печени, поражение поджелудочной железы, повышение уровней трансаминазы, триглицеридов и холестерина в крови
2. Сердечно-сосудистый синдром — артериальная гипотония, миокардиодистрофия, одышка и сердцебиение
3. респираторный синдром — поражение верхних дыхательных путей, хронический токсический бронхит
4. Поражения кожных покровов — хлоракне, гиперпигментация, гиперкератоз

Возможная токсичность ПХБ, содержащегося в грудном молоке, отслеживается эколого-аналитическими исследованиями индикаторных ПХБ (28,52,101,138,153,180):
В 2019 году проведено эколого-аналитическое исследование образцов грудного молока 26 женщин, проживающих в Чукотском автономном округе (ЧАО). Возраст женщин от 15 до 44 лет…
…Диапазон концентраций ΣПХБ составил 1,1—430,8, среднее значение ПХБ 74±112 нг/г липидов молока…
Полихлорированные бифенилы обнаружены практически во всех образцах.
В Японии в 1968 году около 16 тысяч человек получили тяжелое отравление рисовым маслом, загрязненным ПХБ и полихлорированными дибензодиоксинами — данный инцидент получил название Болезнь Юшо.
Позднее в Тайване в 1979 году произошел инцидент массового отравления 2000 человек — болезнь Юй-чэн.
Ототоксичен (может ухудшать слух).
Производство ПХБ было запрещено[где?] в 1970-х годах из-за высокой токсичности большинства родственных ПХБ и смесей. Они классифицируются[кем?][где?] как стойкие органические загрязнители, которые биоаккумулируются в животных.

## Нормирование
Подход к регламентированию загрязнения окружающей среды, основанный на санитарно-гигиенических требованиях к качеству окружающей среды, является основным в России и большинстве стран мира.
Гигиенические нормативы ПХБ, утвержденные в России:
ПДК в воздухе рабочей зоны — 1,0 мг/куб. м, пары, 2 класс опасности (ГОСТ 12.1.005-88; ССБТ. Общие санитарно-гигиенические требования к воздуху рабочей зоны).
ПДК воды в водных объектах хозяйственно-питьевого культурно-бытового водопользования — 0,001 мг/л, 2 класс опасности (СанПиН № 4630-88 «Предельно допустимые концентрации (ПДК) и ориентировочно допустимые уровни (ОДУ) вредных веществ в воде водных объектов хозяйственно-питьевого и культурно-бытового водопользования»).
ПДК в воде рыбохозяйственных водоемов — наличие ПХБ не допускается (Правила охраны поверхностных вод от загрязнения сточными водами, М 12-04-11; Инструкция Министерства мелиорации и водного хозяйства СССР от 16.05.74).
ОДК (ориентировочные допустимые количества) в почве: ПХБ (суммарно) — 0,06 мг/кг; трихлорбифенилов — 0,03 мг/кг; тетрахлорбифенилов — 0,06 мг/кг; пентахлорбифенилов — 0,1 мг/кг.
Гигиенические нормативы ПХБ для атмосферного воздуха населённых мест и допустимые уровни загрязнения кожных покровов не установлены.
ПХБ-содержащее оборудование подвергают специальной маркировке.
Отходы с материалами, содержащими ПХБ, уничтожаются на специальных заводах. Больше всего таких предприятий находится в Западной Европе. Наиболее эффективным методом уничтожения таких отходов является высокотемпературное сжигание.

## Влияние на окружающую среду

Нонахлорбифенил C_{12}HCl_{9}

ПХБ устойчивы к гидролизу и биотрансформации в воде, но при фотолизе на солнечном свету ПХБ могут в процессе ряда последовательных реакций образовывать диоксины, гораздо более токсичные загрязнители по сравнению с ПХБ. В почву ПХБ могут попадать не только с отходами в индустриальных районах, но и при использовании осадочного ила, в качестве удобрений. Полагают, что до настоящего времени в окружающую среду поступило до 80 % общего количества ПХБ, произведенного во всем мире, причем, большая часть этого количества попала в пресные и морские воды. Возможно образование ПХБ из хлорорганических пестицидов (ДДТ) в верхних слоях атмосферы под влиянием ультрафиолетовых лучей. Разложение хлороорганических пестицидов до простейших бифенилов может происходить и в морской воде. За многолетний период интенсивного использования ПХБ в промышленности во многих странах мира огромные количества этих соединений внесены в окружающую среду, и в настоящее время загрязнение этими ксенобиотиками затрагивает всю биосферу. Наряду с хлорорганическими пестицидами, ПХБ являются наиболее распространенными продуктами, загрязняющими воду в природных водоемах. Считается, что концентрация ПХБ в незагрязнённых пресных водах не должна превышать 0,5 нг/л, а умеренно загрязнённых 50 нг/л. Пороговая концентрация трихлорбифенила, изменяющая органолептические свойства воды, составляет 0,13 мг/л. Будучи устойчивыми соединениями, ПХБ кумулируются в объектах окружающей среды и передаются через пищевые цепи. Водные организмы — гидробионты, рыбы, моллюски, ракообразные — накапливают ПХБ. Содержание хлорированных углеводородов, в частности, ПХБ в мясе и печени рыб может достигать несколько десятков мг/кг. Даже однократное загрязнение ПХБ донных отложений может приводить к постоянному локальному загрязнению водных организмов в течение длительного времени (до нескольких лет) после того, как произошло это загрязнение.

## Основные источники ПХБ

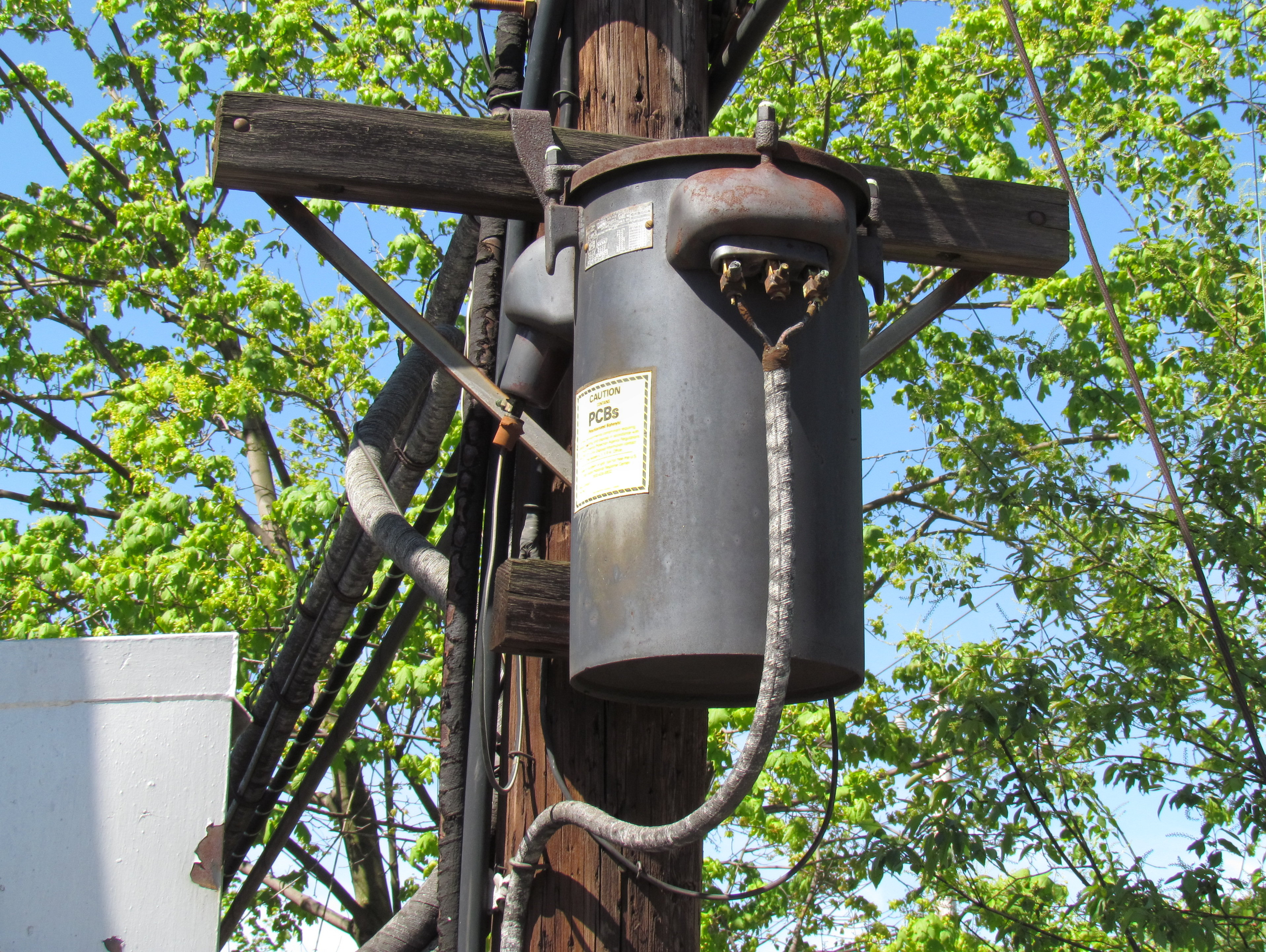
Электрический трансформатор

К возможным объектам нахождения ПХБ можно отнести следующие:
- электротехническое оборудование (конденсаторы, трансформаторы и др.)
- предприятия-производители ПХБ;
- предприятия-производители электротехнического оборудования с ПХБ;
- полигоны размещения промышленных отходов;
- полигоны размещения бытовых отходов;
- несанкционированные свалки;
- предприятия по переработке лома цветных и чёрных металлов;
- гидравлическое и другое оборудование на различных промышленных и военных объектах.